# Tjuvsystrar
Tjuvsystrar (originaltitel: Voleuses) är en fransk action- och dramafilm från 2023. Filmen är regisserad av Mélanie Laurent, och hade premiär på strömningstjänsten Netflix den 1 november 2023. Filmen är baserad på en roman skriven av Jérôme Mulot, Florent Ruppert och Bastien Vives.

## Handling
Filmen kretsar kring två bästa vänner som även är mästertjuvar. För en sista stöt som inte liknar något de gjort tidigare tar de hjälp av Sam.

## Rollista (i urval)
- Mélanie Laurent - Carole
- Adèle Exarchopoulos - Alex
- Manon Bresch - Sam
- Isabelle Adjani - Marraine
- Félix Moati
- Philippe Katerine